# Montabaur
Montabaur è una città di 14 391 abitanti della Renania-Palatinato, in Germania.
È capoluogo del circondario del Westerwald e dell'omonima comunità amministrativa.

## Monumenti e luoghi d'interesse
Una delle attrazioni della città è il Castello di Montabaur dal caratteristico colore giallo. Le sue origini risalgono al 959 quando era conosciuto col nome di "Castellum Humbacense". Fu una delle residenze dei principi dell'elettorato di Treviri.

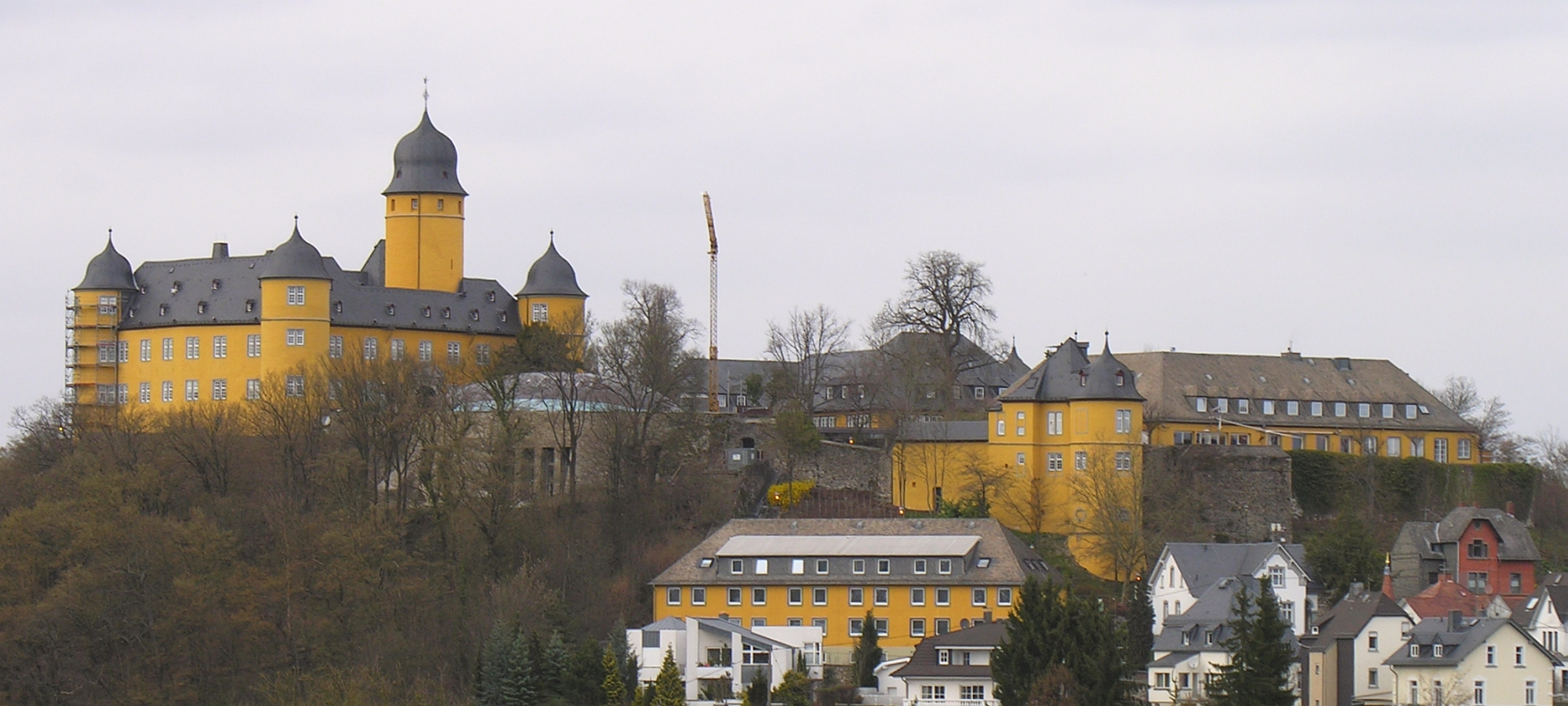
Castello di Montabaur

## Infrastrutture e trasporti
La stazione ferroviaria di Montabaur è sulla Linea ad alta velocità Colonia-Francoforte. La città è servita dall'autostrada A 3 e dalle strade federali B 49 e B 255.

## Amministrazione

### Gemellaggi
Montabaur è gemellata con:
- Brackley
- Sebnitz
- Tonnerre